# Монте Джиберто
Мо̀нте Джибѐрто (на италиански: Monte Giberto) е село и община в Централна Италия, провинция Фермо, регион Марке. Разположено е на 322 m надморска височина. Населението на общината е 833 души (към 2011 г.).
До 2004 г. общината е част от провинция Асколи Пичено, когато участва в новата провинция Фермо.